# William-Robert Sivel
William-Robert Sivel, ou William Sivel, né en 1908, à Dedeagach (aujourd'hui Alexandroúpoli), en Thrace occidentale (alors dans l'Empire ottoman, aujourd'hui en Grèce), mort le 28 janvier 1982 à Menton (Alpes-Maritimes), est un ingénieur du son grec, ayant entièrement travaillé pour le cinéma français. 

## Biographie
William-Robert Sivel après une formation en électricité se fit engager « au culot » en tant qu'ingénieur du son pour la Mission Citroën Centre-Asie, surnommée La Croisière jaune qui se déroula du 4 avril 1931 au 12 février 1932. Il fut le benjamin de l'expédition et ses mémoires de cette grande aventure furent publiés aux éditions Langues et monde-l'Asiathéque, sous le titre Ma croisière jaune. C'est à son retour qu'il démarra dans le cinéma. En 50 ans de carrière, il a assuré la direction sonore de plus de 100 films, de René Clair et  Jacques Tourneur à Bertrand Blier et Jean-Luc Godard, en passant par Henri-Georges Clouzot, Claude Autant-Lara, Luis Buñuel, Peter Brook. Il a obtenu deux fois le César du meilleur son, en 1979 pour L’État sauvage et en 1983 pour La Passante du Sans-Souci.

## Filmographie
- 1931-1932 : La Croisière jaune, André Sauvage et Léon Poirier (documentaire)
- 1933 : Toto de Jacques Tourneur
- 1934 : L'Aventurier de Marcel L'Herbier
- 1934 : Le Dernier Milliardaire de René Clair
- 1935 : L'Équipage d'Anatole Litvak
- 1935 : Fanfare d'amour de Richard Pottier
- 1936 : La Vie parisienne de Robert Siodmak
- 1937 : Le Coupable de Raymond Bernard
- 1937 : Gribouille de Marc Allégret
- 1937 : Les Rois du sport de Pierre Colombier
- 1937 : Naples au baiser de feu d'Augusto Genina
- 1938 : Les Otages de Raymond Bernard
- 1938 : Prison sans barreaux de Léonide Moguy
- 1938 : J'étais une aventurière de Raymond Bernard
- 1939 : Trois de Saint-Cyr de Jean-Paul Paulin
- 1940 : Battement de cœur de Henri Decoin
- 1940 : Narcisse de Ayres d'Aguiar
- 1941 : Le Dernier des six de Georges Lacombe
- 1942 : La Symphonie fantastique de Christian-Jaque
- 1942 : L'Assassin habite au 21 de Henri-Georges Clouzot
- 1942 : Simplet de Fernandel
- 1943 : La Main du diable de Maurice Tourneur
- 1943 : Au bonheur des dames d'André Cayatte
- 1943 : Le Corbeau de Henri-Georges Clouzot
- 1943 : Pierre et Jean d'André Cayatte
- 1945 : Peloton d'exécution d'André Berthomieu
- 1945 : Boule de Suif de Christian-Jaque
- 1946 : Un ami viendra ce soir de Raymond Bernard
- 1946 : Adieu chérie de Raymond Bernard
- 1947 : L'Amour autour de la maison de Pierre de Hérain
- 1947 : Le Diable au corps de Claude Autant-Lara
- 1947 : Quai des Orfèvres de Henri-Georges Clouzot
- 1948 : Les Amoureux sont seuls au monde de Henri Decoin
- 1949 : Au grand balcon de Henri Decoin
- 1949 : Occupe-toi d'Amélie de Claude Autant-Lara
- 1950 : Miquette et sa mère de Henri-Georges Clouzot
- 1951 : Édouard et Caroline de Jacques Becker
- 1951 : Monsieur Fabre de Henri Diamant-Berger
- 1951 : Le Voyage en Amérique de Henri Lavorel
- 1952 : Coiffeur pour dames de Jean Boyer
- 1952 : Adieu Paris de Claude Heymann
- 1952 : Le Trou normand de Jean Boyer
- 1953 : Le Boulanger de Valorgue de Henri Verneuil
- 1953 : Le Salaire de la peur de Henri-Georges Clouzot
- 1953 : La Môme vert-de-gris de Bernard Borderie
- 1953 : Jeunes Mariés, de Gilles Grangier
- 1953 : Le Retour de don Camillo de Julien Duvivier
- 1953 : La Route Napoléon de Jean Delannoy
- 1953 : Les Orgueilleux de Yves Allégret
- 1953 : L'Ennemi public numéro un d'Henri Verneuil
- 1954 : Mam'zelle Nitouche de Yves Allégret
- 1954 : Sang et Lumières de Georges Rouquier
- 1954 : Le Mouton à cinq pattes de Henri Verneuil
- 1954 : Scènes de ménage de André Berthomieu
- 1955 : Les Hommes en blanc, de Ralph Habib
- 1955 : Les Diaboliques de Henri-Georges Clouzot
- 1955 : Le Printemps, l'automne et l'amour de Gilles Grangier
- 1956 : Elena et les Hommes de Jean Renoir
- 1956 : Les Aventures de Till L'Espiègle de Gérard Philipe et Joris Ivens
- 1956 : Si tous les gars du monde de Christian-Jaque
- 1957 : L'Homme à l'imperméable de Julien Duvivier
- 1957 : Tahiti ou la Joie de vivre de Bernard Borderie
- 1957 : Les Espions de Henri-Georges Clouzot
- 1957 : Nathalie de Christian-Jaque
- 1957 : Ces dames préfèrent le mambo de Bernard Borderie
- 1958 : Thérèse Étienne de Denys de La Patellière
- 1959 : La Loi de Jules Dassin
- 1959 : La Femme et le pantin de Julien Duvivier
- 1959 : Délit de fuite de Bernard Borderie
- 1959 : Babette s'en va-t-en guerre de Christian-Jaque
- 1959 : Voulez-vous danser avec moi ? de Michel Boisrond
- 1960 : Moderato cantabile de Peter Brook
- 1960 : La Vérité de Henri-Georges Clouzot
- 1961 : La Bride sur le cou de Roger Vadim
- 1961 : Les Amours célèbres de Michel Boisrond
- 1962 : Vie privée de Louis Malle
- 1962 : Le Jour le plus long
- 1962 : Marco Polo de Christian-Jaque (inachevé)
- 1963 : Les Bonnes Causes de Christian-Jaque
- 1963 : Le Mépris de Jean-Luc Godard
- 1964 : La Tulipe noire de Christian-Jaque
- 1964 : Topkapi de Jules Dassin
- 1965 : Quoi de neuf, Pussycat? de Clive Donner
- 1965 : Lady L de Peter Ustinov
- 1966 : Paris brûle-t-il ? de René Clément
- 1967 : La Nuit des généraux de Anatole Litvak
- 1967 : Toutes folles de lui de Norbert Carbonnaux
- 1967 : À cœur joie de Serge Bourguignon
- 1968 : La Bataille de San Sebastian de Henri Verneuil
- 1968 : Le Petit Baigneur de Robert Dhéry
- 1968 : La Prisonnière de Henri-Georges Clouzot
- 1969 : L'Arbre de Noël de Terence Young
- 1970 : L'Aveu de Costa-Gavras
- 1970 : La Dame dans l'auto avec des lunettes et un fusil d'Anatole Litvak
- 1970 : De la part des copains de Terence Young
- 1971 : Soleil rouge de Terence Young
- 1972 : César et Rosalie de Claude Sautet
- 1972 : Les Caïds de Robert Enrico
- 1973 : Traitement de choc de Alain Jessua
- 1973 : Les Aventures de Rabbi Jacob de Gérard Oury
- 1974 : La Grande Nouba de Christian Caza (Christian Ardan)
- 1974 : Vos gueules les mouettes ! de Robert Dhéry
- 1975 : Sept morts sur ordonnance de Jacques Rouffio
- 1976 : Néa de Nelly Kaplan
- 1977 : Violette et François de Jacques Rouffio
- 1978 : L’État sauvage de Francis Girod
- 1978 : Le Sucre de Jacques Rouffio
- 1979 : De l'enfer à la victoire de Umberto Lenzi
- 1979 : L'école est finie de Olivier Nolin
- 1981 : Condorman de Charles Jarrott
- 1982 : La Passante du Sans-Souci de Jacques Rouffio